# Скутчия
Скутчия (лат. Phlegopsis borbae) — птица из семейства полосатых муравьеловок (Thamnophilidae),ранее выделявшийся в монотипический род Skutchia, который на основании генетического анализа был объединён с родом очковые муравьянки (Phlegopsis), куда этот вид помещался до выделения в отдельный род. Эндемик дождевого леса в южной и центральной Амазонии в Бразилии.